# Jean Galard (organiste)
Ne doit pas être confondu avec Jean Galard (auteur).
Pour les articles homonymes, voir Galard.
Jean Galard né le 19 février 1949  à Vincennes est un organiste français.

## Carrière
Il fait des études musicales au Conservatoire national supérieur de musique à Paris avec Rolande Falcinelli et Norbert Dufourcq où en 1975, il obtient un premier prix d'orgue. Il remporte en 1979 le prix Maurice Duruflé (improvisation) des Amis de l'orgue. Il est l'organiste titulaire des orgues de la Cathédrale de Beauvais et de l'église Saint-Médard à Paris.

## Source
- Alain Pâris Dictionnaire des interprètes Bouquins/Laffont 1989 p. 392